# 土浦ーズ
土浦ーズ（つちうらーズ）は、日本のものまねユニット。
2004年に正式結成。

## 概要
メンバー全員が茨城県土浦市の居酒屋に勤務。東京への移動は常磐線を使っているとのこと（本人談）。トリオ名前の由来も「土浦から来たから」ということで、コージー冨田と原口あきまさに命名された。
2004年10月放送分のものまねバトルで、素人の登竜門とされる『ものまねスター誕生』に出演。それから3人ともほぼ毎回出演していた。
同番組終了後、ジョニーがツーフェイス・プロモーションに移籍し影武者Xを結成したため、2009年9月を以て解散した。

## メンバー
ジョニー（リーダー）
本名は志村 序（しむら はじめ）。
コーラスパート、低音パートを担当。低音に特徴がある。
2010年1月より『爆笑そっくりものまね紅白歌合戦スペシャル』（フジテレビ）にレギュラー出演している。
Ryu
本名は山野井 隆（やまのい たかし）。
メインボーカル、高音パートを担当。声域が広く、ものまねのレパートリーが非常に多い。
2008年1月に取手市議会議員選挙に初当選。以後、2020年まで4期連続当選。
素人時代は『発表!日本ものまね大賞』（フジテレビ）に出場し、久保田利伸 with ナオミ・キャンベルの『LA・LA・LA LOVE SONG』を披露した。
ゆうぞう
本名は川畑 健介（かわばた けんすけ）。
コーラスパート、主に低音パートを担当。ピンとしても活躍。
2011年1月7日には『爆笑そっくりものまね紅白歌合戦スペシャル』（フジテレビ）にゲスト出演した。

## ものまねレパートリー
ジョニー
- Gackt
- デューク更家
- YOSHIKI（X JAPAN）
- 植木等

Ryu
- 久保田利伸
- スティーヴィー・ワンダー
- 織田裕二
- 高杢禎彦（元チェッカーズ）

ゆうぞう
- コージー冨田（彼が真似するタモリなどもネタの1つ）
- 加山雄三
- つのだ☆ひろ
- 谷啓

2人
- コブクロ
- CHAGE and ASKA
- クリスタルキング

3人
- C-C-B
- ORANGE RANGE
- EXILE（Choo Choo TRAIN）
- 矢島美容室
- 羞恥心
- THE ALFEE

## 出演
- ものまねバトル（日本テレビ系列、2004年 - 2009年）